# Britisch-polnische Beziehungen
Die britisch-polnische Beziehungen sind die außenpolitischen Beziehungen zwischen Polen und dem Vereinigten Königreich. Beide Staaten verbindet eine lange Geschichte.
Die britisch-polnische Beziehungen reichen zurück bis ins Mittelalter. König Knut der Große von England war Enkel des polnischen Herzogs Mieszko I. Heinrich V. von England bat den polnisch-litauischen König Władysław II. Jagiełło um Unterstützung im Hundertjährigen Krieg gegen Frankreich. Ab dem 16. Jahrhundert betrieb die englische Eastland Company Handel mit dem Ostseeraum, insbesondere über Danzig und Elbing mit Polen-Litauen. Als englische Kaperfahrer unter Elisabeth I. spanische Schiffe auf dem Weg nach Danzig überfielen, wurde Paweł Działyński als Diplomat an den Könighof nach London gesandt, um den Überfällen Einhalt zu gebieten. In dieser Zeit kamen auch zahlreiche Glaubensflüchtlinge sowie Kaufleute aus Schottland nach Polen-Litauen. Auf dem Wiener Kongress setzte sich Robert Stewart, 2. Marquess of Londonderry für die Wiedererrichtung eines unabhängigen Königreichs Polen ein. Nach dem Ersten Weltkrieg sprach sich David Lloyd George gegen zu große Gebietsabtretungen Deutschlands an Polen aus und George Curzon schlug die Curzon-Linie als polnische Ostgrenze vor. Die Beziehungen zwischen dem Vereinigten Königreich und der Zweiten Polnischen Republik waren zunächst nicht besonders gut. Erst 1929 eröffnete Polen eine Botschaft in London. Erst nach der Machtergreifung der Nationalsozialisten in der Weimarer Republik kamen sich Polen und das Vereinigte Königreich näher. Am 31. März 1939 gab das Vereinigte Königreich mit Frankreich eine Garantie für ein unabhängiges Polen ab und es wurde am 25. August 1939 ein Beistandspakt zwischen beiden Staaten unterzeichnet. Nach dem deutschen Überfall auf Polen erklärte das Vereinigte Königreich mit Frankreich Deutschland den Krieg. Die Polnische Exilregierung floh 1949 von Paris nach London, wo sie bis 1989 blieb. Etwa 250.000 Polen dienten in den Streitkräften des Vereinigten Königreichs. 1943 verunglückte der Oberbefehlshaber der polnischen Armee im Westen, Władysław Sikorski, in Gibraltar. Winston Churchill gestaltete die Westverschiebung Polens auf den Konferenzen mit Josef Stalin und Franklin D. Roosevelt. Viele polnische Soldaten und Flüchtlinge blieben nach 1945 im Vereinigten Königreich. Die Beziehungen zwischen der Volksrepublik Polen und dem Vereinigten Königreich waren schlecht. Sie besserten sich, als diese 1989 durch die Dritte Polnische Republik abgelöst wurde. Nach dem Beitritt Polens zur EU wanderte ca. eine Million Polen ins Vereinigte Königreich aus. Im Zuge des russischen Angriffs auf die Ukraine 2022 schlossen Polen, die Ukraine und das Vereinigte Königreich einen Beistandspakt.
Polen besitzt eine Botschaft in London und Generalkonsulate in Belfast, Edinburgh und Manchester. Das Vereinigte Königreich hat eine Botschaft in Warschau.